# Herb Piastów małopolskich

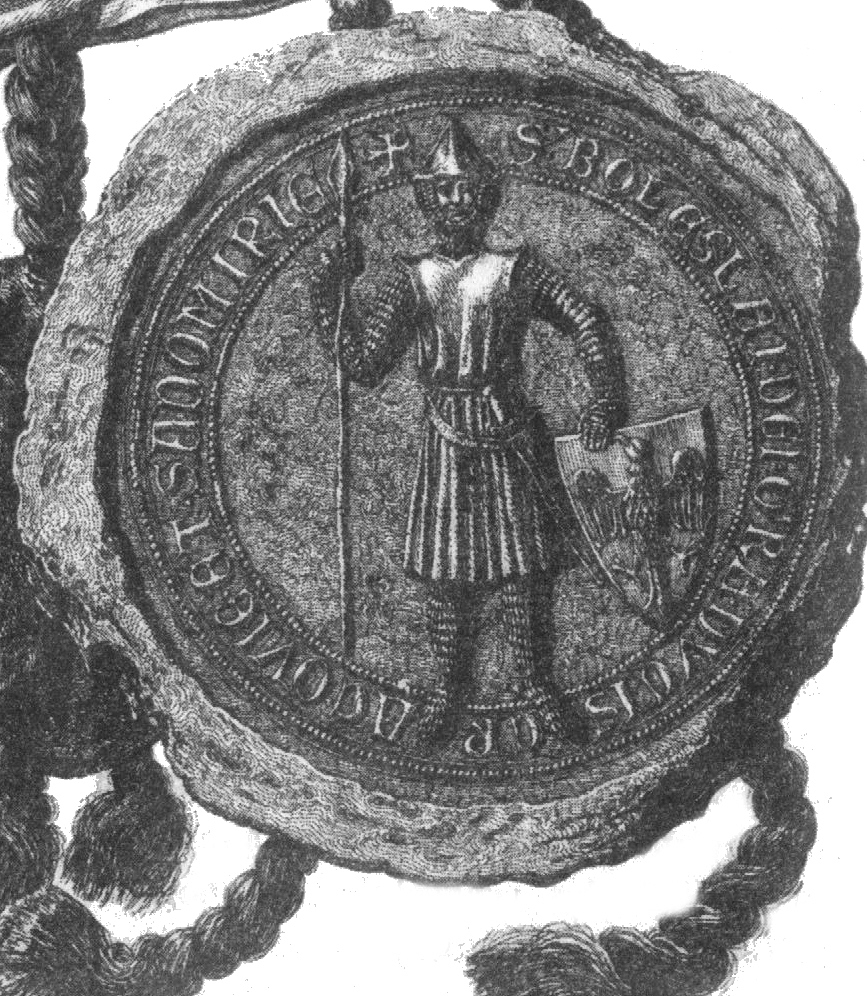
Pieczęć Bolesława Wstydliwego na XIX-wiecznym rysunku

Herb Piastów małopolskich – herb dynastyczny Piastów rządzących księstwem Małopolskim.
Książę krakowski i sandomierski Leszek Biały na pieczęci pieszej z lat 1210-1212 wprowadził znak wspiętego lwa. Z kolei jego pieczęć z roku 1220 wyobraża półorła, a pieczęć z 1228 roku orła z głową skierowaną w lewo. Bolesław V Wstydliwy na pieczęci pieszej z 1252 roku umieścił orła. Być może także jego godło, jako pana miasta, widnieje na najstarszej pieczęci wójtowskiej miasta Krakowa. Książę Władysław Łokietek po opanowaniu Krakowa używał jednak nadal pieczęci z herbem kujawskim i dopiero w latach 1312–1314 wprowadził postać ukoronowanego orła. Od końca XIII wieku orzeł ten ustalony został jako godło księstwa krakowskiego i znak ziemi krakowskiej.